# Атланта Фалконс
«Атланта Фалконс » англ. Atlanta Falcons) — заснована у 1966 професійна команда з американського футболу розташована в місті Атланта, Джорджія.  Команда є членом Південного дивізіону, Національної футбольної конференції, Національної футбольної ліги.
За 57 років існування Фалконс зібрали загальний рекорд 390-503-6 (380-489-6 у регулярному сезоні та 10-14 у плей-оф), вигравали дивізіони у 1980, 1998, 2004, 2010, 2012 та 2016. Фалконс двічі виходили до Супербоулу: уперше у сезоні 1998 року, коли вони програли Супербоул XXXIII Бронкос 34-19?а вдруге через 18 років, де в овертаймі вони програли Петріотс 34-28 у розіграші Супербоулу LI. Вони – найстаріша професійна спортивна франшиза у Америці без чемпіонського титулу.
Домашній стадіон команди Мерседес-Бенц Стедіум з 2017 року; штаб-квартира займає 50 акрів (20 га) у Флавері Бранч, на північний схід від Атланти в окрузі Голл.

## Історія

### Професійний футбол приходить до Атланти (1962)
Професійний футбол уперше з’явився у Атланті у 1962 році, коли Американська футбольна ліга влаштувала два передсезонних матчі. Один з них між Денвер Бронкос та Г’юстон Ойлерс, а в іншому зійшлися Даллас Тексанс проти Окленд Рейдерс. Два роки потому ліга повторила досвід, цього разу Нью-Йорк Джетс протистояли Чарджерс.
Після побудови Атланта-Футлтон Каунті Стедічум (більше відомого як Атланта Стедіум), містяни визріли для професійного футболу.. Одна група активістів відвідувала товариські матчі НФЛ для просування міста. Атланта направляла запити щодо франшизи у АФЛ та НФЛ без гарантій прав на стадіон. Інша група накопичувала гроші на команду в АФЛ.
Рухаючись у різних напрямках, група місцевих бізнесменів (Cox Communications) напрацювала угоду та отримали франшизу АФЛ8 червня , заручившись ексклюзивними правами на стадіон від міста. Комісар НФЛ Піт Розелл, який відкладав справу Атланти, був приголомшений інтересом конкурентів та наступним літаком вирішив до міста, щоб заблокувати спробу опонентів закріпитися у місті. Він змусив місто обирати між двома лігами 30 червня місто підтримало пропозицію Ренкіна Сміта та НФЛ.
АФЛ мала першочергові плани експансії у 1965 році напередодні [[Сезон АФЛ 1966|нового сезону. у Атланті та Філадельфії. 
Пізніше він еволюціонував у залученні Маямі Долфінс у 1966 та Цинциннаті Бенгалс 1968. Їх планувалося додати до 1967 року з пріоритетом Атланти, яка мала з'явитися на рік раніше. Непарна кількість команд (15) призвело до пропуску однією з команд ігрового тижня по черзі. Кожна команда проводила 14 ігор за 15 тижнів (аналогічно до 12 ігор та 13 тижнів у НФЛ зразка 1960 року). Друга команда, Нью- Орлінс Сейнтс, приєдналася до НФЛ за планом та у 1967 та стала шістнадцятою у лізі.
Франшиза Атланта Фалконс розпочала свою історію з допуску до ігор відкритим голосуванням власників клубів НФЛ 21 червня 1965 року. 30 червня Розелл призначив власником 40-річного Ренкіна Сміта, виконавчого директора Страхової Компанії Джорджії. Він заплатив за франшизу 8,5 мільйонів гривень, що зараз є найвищою вартістю в історії ліги.. Розелл та Сміт підписали угоду за 5 хвилин. Атланта Фалконс сприяли прибуттю найбільшого та найпопулярнішого спорту до Атланти.
Атланта стала 15-ю франшизою та отримала перший пік драфту 1966 року та останній вибір у перших пяти раундах Драфту 1966 року. Вони обрали учасника Олл-Америка лайнбекера Томмі Нобіса, що став найпершим Фалконом. Ліга також організувала додатковий драфт шість тижнів потому, де Фалконс обирали вільних агентів з 14 франшиз. Незважаючи на якісний підбір гравців, вони ще нездатні були перемагати.
Команда з Атланти отримала назву 29 серпня 1965. Шкільну вчительку місс Джулію Еліотт з Гріффіна виділили з-понад багатьох людей, що запропонували Фалькон (укр. Сокіл) як назву нової франшизи. Вона написала:  Сокіл – гордий та гідний птах, що має хоробрість та вміє боротися. Він ніколи не втрачає здобич та повністю відповідає спортивній традиції.

### Ера родини Сміт 1966-2001
Стартовий сезон Фалконс проходив у 1966. 1 серпня у передсезонній грі вони зазнали поразки від Філадельфії Іглс. Під керівництвом головного тренера Норба Гекера Атланта зазнала 9 поразок у регулярному сезоні. Першу перемогу вони здобули на виїзді проти Нью-Йорк Джаянтс на полі  Янкі Стедіум 20 листопада. Два тижні потому Атланта переграла Сент-Луїс вдома та Міннесоту. Наступний сезон команда завершила з рекордом 1-12-1, здобувши єдину перемогу над Вайкінгс 21-20 у 7-му турі. Після старту 0-3 у 1968 році Гекера звільнили. Норман ван Броклін закінчив сезон як головний тренер з показником 2- Він працював з командою і наступного сезону, покращивши результат до 6-8.

Фалконс уперше грали у понеділок у Атланті у 1970. Команда програла Маямі Долфінс. Сезон команда завершила 4-8-2. Єдині позитивні сезони у межах перших 12 років були 1971 (7–6–1) та 1973 (9–5).

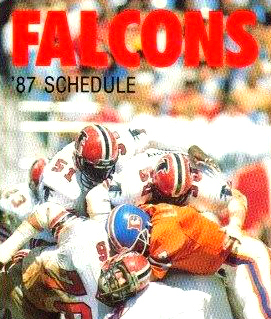
Захисники Фалконс перехоплюють квотербека Денвер Бронкос Джона Елвея у 1985 році

У сезоні 1978 Фалконс уперше кваліфікувалися у плейофф з показником 9-7 та навіть виграли матч Вайлд Кард проти Іглс 14-13. Наступного тижня вони зазнали поразки від Даллас Ковбойс 27-20 у дивізіонному раунді. Наступного сезону Фалконс регресували до 6-10.
Виграшна серія з дев'яти матчів 1980 дозволила встановити найкращий результат франшизи 12-4 та здобули перший титул у дивізіоні НФК Захід. Наступного тижня домашня поразка у дивізіонному раунді плейофф від Ковбойс 30-27 завершила сезон. У скороченому через страйк гравців сезоні 1982, Фалконс вийшли до плейофф з показником 5-4, де програли Вайкінгс 30-24. Тренера Фалконс Лімана Беннета звільнили миттєво після поразки. Наступні вісім років були для клубу провальними. Ден Геннінг очолив Атланту перед сезоном 1983.
У першому раунді драфту-1989 Фалконс обрали корнербека Дейона Сандерса, який допомагав команді 4 роки, встановивши багато рекордів франшизи.. Маючи кричущу привабливість, Сандерс привернув увагу медіа до однієї з найнепримітніших франшиз ліги. Гравець відомий паралельними виступами за НФЛ та клуби ліги з бейсболу Нью-Йорк Янкіс та Атланта Брейвс.

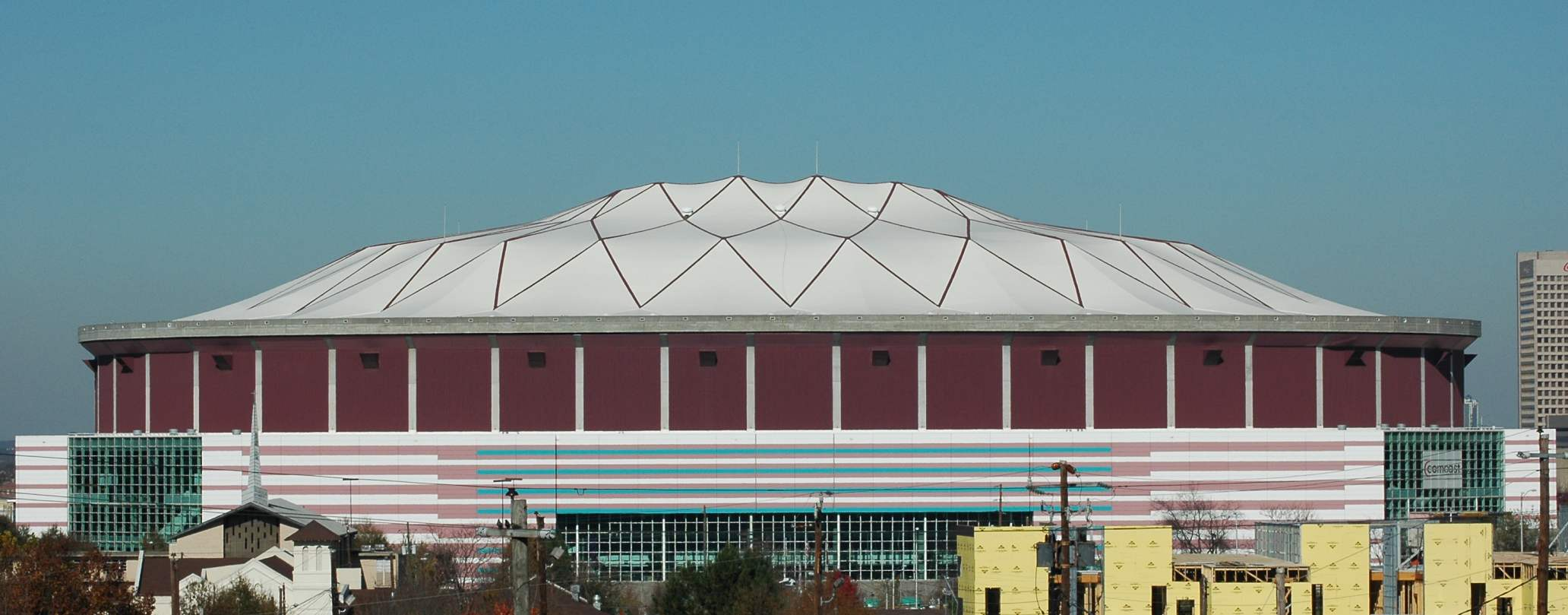
Джорджія-дом

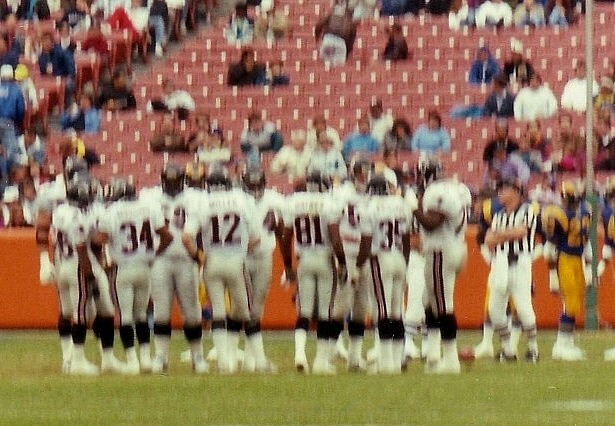
Атланта Фалконс протистоять Лос-Анджелес Ремз у виїзній грі регулярного сезону.

Сезон Атланта Фалконс 1991 завершився перемогою над Сейнтс у раувнді ВАйлдкард та поразкою від Редскінз. У драфті 1991 року Фалконс під 33-м загальним номером обрали квотербека Бретта Фавра. Протягом попереднього сезону він відіграв два матчі, де здійснив 4 пасові спроби без прийомів, але двома перехопленнями. Наступного року його продали Грін-Бей Пекерс.
У 1992 Атланта Фалконс відкрили новий розділ історії, переїхавши на новозбудовану Джорджія Дом, де команда хоча б раз обіграла кожну з 31 решти франшиз.

#### Тренерство Дена Рівсв (1997–2003)
У 1998 році під керівництвом нещодавно призначеного головного тренера Дена Рівса, квотербек Кріс Чандлер та раннінбек Джамаль Андерсон ‘’Брудна пташка’’ привели Фалконс до одного з найкращих сезонів. 8 листопада вони переграли Сезон Нью-Інгленд Петріотс  41-10, перервавши серію з 22 поразок<у холодних місцях. Команда оновила найкращий результат до 14-2 та здобувши чемпіонство дивізіону НФК Захід. 17 січня 1999 року команда увігнала у депресію сіяних вище Вайкінгс на Г’юберт Ей Гамфрі Метродом у фіналі конференції, що стала найяскравішою перемогою у овертаймі з рахунком 30-27. Щоправда, у першому [[Супербоул XXXIII вони зазнали поразки від чинного чемпіона Денвер Бронкос.
У другій грі сезону-1999, раннінбек Фалконс Джамал Андерсон, який був ключовим у минулому сезоні, отримав травму коліна та випав до кінця сезону. Фалконс фінішували з сумним результатом 5-11. У 2000 Фалконс страждали через ще один жахливий сезон, коли вони закінчили з показником 5-11 та знову пропустили раунд плейофф.
На драфті 2001 року Фалконс здійснили угоду з Сан-Дієго Чарджерс, отримавши перший загальний пік (яким обрали квотербека Майкла Віка) в обмін на ресивера та спеціаліста з повернень Тіма Двайта та п’ятий пік (ним обрали раннінбека Ла Дайняня Томілсона).
У [[Сезон Атланта Фалконс 2001|наступному сезоні Фалконс фінішували з рекордом 7-9 та пропустили плейофф. Джессі Тагл завершив карєру після 14 сезонів у команді.

### Ера Артура Бланка (2002–т.ч.)
6 грудня 2001 року мільярдер Home Depot, співзасновник Артур Бланк досяг угоди з власником Фалконс Тейлором Смітом про придбання франшизи за 45 мільйонів доларів США.. На засіданні власників клубів напередодні Супербоулу XXXVIII у Новому Орлеані угоду схвалили відкритим голосуванням..
У 2002 році Фалконс повернулися до плейофф з рекордом 9-6-1 зрівнявшись з Піттсбург Стілерс Вік тоді дебютував стартером. Завдяки новопридбаному раннінбеку Уоріку Данну Фалконс завдали першої домашньої поразки у плейофф Грін Бей Пекерс у раунді Вайлд кард. Поразка 20-6 від Іглс під керівництвом МакНебба завершили сезон.
19 березня 2003 Фалконс презентували оновлений логотип. У 2003 році Вік зламав ногу та пропустив перші 12 ігор сезону. Зазнавши 7 поразок поспіль, команда звільнила головного тренера Дена Рівза. Протягом решти трьох ігор обов'язки головного тренера виконував Вейд Філіпс. Незважаючи на виграні 3 гри після повернення Віка, команда закінчила сезон з показником 5-11.

#### Джим Мора (2004-2006)
У 2004 команду очолив новий наставник Джим Мора. Вік знову провів повний сезон. Фалконс завершили регулярний сезон 11-5, здобувши найкращий показник серед переможців дивізіонів та отримавши путівку у дивізіонний раунд.  Там вони обіграли Ремз 47-17 на Джорджия Доум, пройшовши до чемпіонського раунду, де вони зазнали поразки від Іглс 27-10.
Після двох поспіль вдалих сезонів, команда відкотилася до рекорду 8-8 2005. In Шаблон:Nfly, Michael Vick became the first quarterback in league history to rush for more than 1,000 yards in a season, with 1,039. Завершивши наступний сезон 7-9, Фалконс звільняють тренера Мору

#### Боббі Петріно
Боббі Петріно, Колишній тренер університету Луїсвілла, замінив Мору на посту головного тренера Фалконс. Напередодні сезону 2007 Віка відсторонили на невизначений термін через собачий скандал у Вірджинії. 10 грудня 2007 року Вік отримав 23 місяці ув'язнення та офіційно був виключений з ростеру Фалконс.
У 2007 році Фалконс були змушені задіяти Джої Гарінгтона на позиції квотербека. On December 11, 13 games into his first NFL season as head coach, Bobby Petrino resigned without notice to coach at the University of Arkansas, leaving the beleaguered players only a note in the locker room.
11 грудня після 13 ігор сезону Петріно звільнився без попередження для роботи в університеті Арканзаса, залишивши приголомшеним гравцям записку у роздягальні. Виконувачем обов’язків головного тренера став Емміт Томас. Команда завершила сезон з жахливим показником 4-12.
Після розчарування у сезоні 2007 року, Фалконс здійснили кілька важливих кроків – винайняли нового менеджера, головного тренера, задрафтували стартового квотербека та підписали стартового ранінбека.

#### Майк Сміт (2008-2014)
13 січня 2008 року Фалконс обрали генеральним менеджером колишнього директора зі скаутингу колледжів Петріотс Томаса Дімітрова. 23 січня  Фалконс призначили головним тренером Майка Сміта, який раніше працював тренером захисту Джексонвілл Джагуарс та тренером лайнбекепів чемпіона Супербоулу-2000 Балтимор Рейвенс. 2 березня Фалконс досягли угоди з Чарджерс про придбання раннінбека Майкла Тернера за 30 мільйонів доларів США на 6 років. 26 квітня Фалконс задрафтували квотербека Бостонського коледжу Мета Райана.
Фалконс завершили регулярний сезон 2008 з рекордом 11-5, отримавши п’ятий номер посіву у плей-офф. Це вдалося завдяки перемозі над Міннесота Вайкінгс 21 грудня 2008 року уперше з сезону 2004 року. Фалконс зазнали поразки від майбутнього чемпіона НФК Аризона Кардиналс 30-24.
Мет Райан провів усі 16 ігор та був визнаний найкращим атакувальним новачком року. А тренер Майк Сміт був визнаний найкращим головним тренером року.
Незважаючи на невихід до стадії плей-офф у 2009 році, команда змогла виграти три останніх гри сезону поспіль, щоб зафіксувати вдруге позитивний рекорд 9-7. У фінальній грі сезону Фалконс здобули перемогу над Тампа Бей Баккенірс 20-10.
У 2010 році команда втретє отримала позитивний результат у сезоні 13-3, здобувши четвертий титул у дивізіоні та перший номер посіву у плейофф. У раунді дивізіонів їх обіграли майбутні чемпіони Супербоулу XLV Грін Бей Пекерс 48-21. 414 забитих очок сезону стали 5-м результатом в історії франшизи. 9 найкращих гравців франшизи та НФЛ у цілому взяли участь у Пробоул 2011.
Фалконс здивували трейдом з Клівленд Браунс у драфті 2011 для вибору ресивера з Алабами Хуліо Джонса під шостим номером. Натомість Фалконс віддали супернику місця у першому, другому та четвертому раундах того ж року та першому і четвертому раундах 2012. Джонс разом з одноклубниками Томмі Гонсалесом та Родді Вайтом, стали «Великою Трійкою» Атланти за ярдами прийому. 30 серпня 2011 року старший райтер Sports Illustrated Пітер Кінг, відомий точним прогнозом на попередній Супербоул, спрогнозував, що наприкінці сезону Фалконс здолає Сан-Дієго Чарджерс у у Супербоулі-2012. Фалконс завершили сезон п'ятим номером посіву після розгрому Тампа Бей у якій Фалконс вигравали 42-0 вже на 23-й хвилині гри.
Фалконс вийшли на раунд вайлд кард конференції проти Нью-Йорк Джаянтс на Мет-Лайф Стедіум у Іст-Ратерфорді. Перша половина була суцільною захисною боротьбою та сейфті на користь Фалконс, що дало перевагу Атланті перевагу 2-0. У другій чверті Елі Меннінг зіграв у парі з Гакімом Ніксом для короткого пасу та тачдауну, щоб зробити рахунок 7-2 на користь Джаянтс. Команда взяла гру під контроль. Меннінг закинув ще два тачдауни разом з [[Маріо Манінгемом, а захист нью-йоркців подбав про те, щоб Атланта більше не забила. Фалконс зазнали третьої поспіль поразки з Метом Райаном та Майком Смітом у раунді плейофф. Після сезону координатор захисту Брайан ванГОрдер пристав на пропозицію тренувати команду Обернського університету, а координатор атаки Майк Муларкі переїхав до Джексонвілла.
Атланта різко стартувала наступного сезону найкращим ривком франшизи 8-0 та залишалася єдиною безпрограшною командою. Їхні надії на безпрограшний сезон обірвалися поразкою 27-31 від дивізіонних суперників Сейнтс. Хуліо Джонс провів вдалий сезон, забивши 10 тачдаунів та набравши 1109 ярдів. Фалконс завершили сезон 13-3 та забронювали перше місце у плейофф Національної футбольної конференції.
Фалконс грали з Сіетл Сігокс у першій грі плейоф. За 31 секунду до кінця матчу вони програвали 28-27, однак Мет Райан привів їх до першої перемоги у постсезоні 30-28. За часів Майка Сміта вона була єдиною.
Атланта Фалконс пройшли далі, де грали з Сан-Франциско Фортинайнерс. Фалконс дуже рано захопили контроль гри завдяки філдгоулу Мета Браянта та тріо тачдаунів Мета Райана у виконанні Хуліо Джонса та Томмі Гонсалеса, а також відмінному захисту. Наприкінці половини Фалконс вели 24-14. Шальки гри почало хитати у другій половині, коли 49-ті здійснили пару тачдаунів від Френка Гори. Напад Атланти намагався відповісти, але його повністю заблокував Згодом, у кінці четвертої чверті з невеликим зщалишком часу, Фалконс зітнулися з четвертим дауном та 4 ярдами на десятиярдовій лінії. Фалконс потребували лише 10 ярдів для забезпечення перемоги та першої путівки у Супербоул за останні 14 років. Мет Райан надіслав пас Родді Вайту, якому перешкодив внутрішній лайнбекер НаВорро Боумен, призвівши до поразки 28-24.
Зважаючи на успіх минулого сезону, Фалконс вважали фаворитом чергового Супербоулу. Однак низка травм підкосила команду, що відбилося на результаті команди 4-12. Разом з цим, завершилася серія переможних сезонів під керівництвом головного тренера Майка Сміта. У своєму останньому сезоні тренер уперше програв сезон. Тоні Гонсалес став учасником Пробоулу та став стартером Команди Райс. По закінченні сезону 2012 року директор з персоналу Лі Снід покинув команду для роботи у Ремз, а Девід Колдвелл, асистент генерального менеджера, перейшов на роботу до Джексонвілл Джегуарс. Новим асистентом став Скотт Піоллі, колишній генеральний менеджер Канзас Сіті Чифс. Головний тренер Майк Сміт отримав новий контракт на один рік. Шостий пік драфту Фалконс використали на Джейка Меттьюса, який грав на позиції атакувального текла у Техасі.
Незважаючи на складний сезон, Фалконс зберігали надію на кваліфікацію до плейофф. Команда приймала Кароліна Пантерс за перемогу у південному дивізіоні. У матчі Мет Райан кинув два перехоплених паси та шість разів втратив м’яч, що призвело до розгрому 34-3. Фалконс завершили регулярний сезон 6-10. Сезон став другим поспіль невдалим. Наступного дня Майка Сміта звільнили з посади головного тренера після 7-річної співпраці. Фалконс незабаром призначили координатора захисту Сіетл Сігокс Денна Квінна 16 головним тренером за історію франшизи. У Драфт НФЛ 2015 Атланта отримала високий восьмий пік, яким вони обрали Віка Біслі, дефенсив енда з університету Клемсон.

#### Ден Квінн (2015-2020)

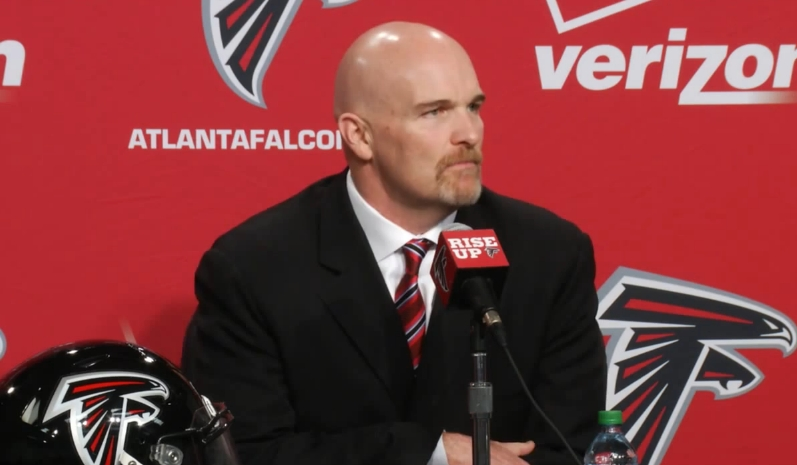
Ден Квінн

У лютому 2015 НФЛ розпочала розслідування через можливе застосування командою штучного шуму трибун на Джорджія Доум. Внаслідок цього Фалконс втратили вибір у драфті 2016 року
Перший сезон Дена Квінна на посаді розпочався найкращим стартом франшизи за останні чотири роки. Далі команда боролася з труднощами протягом решти сезонів програвши 8 з 11 матчів, закінчивши його нічиєю 8-8. Тим не менше, Фалконс завдали єдиної поразки Пантерс у сезоні. У драфті 2016 року вони використали пік першого раунду на сейфті Кіану Ніла з Університету Флориди.
У 25 загальному та останньому сезоні на Джорджія Доум Фалконс програли першу гру Баккенірс 24-31. Надалі Фалконс виграв чотири гри поспіль включно з матчем проти Пантер, де франшиза отримала нові рекорди: Мет Райан накидав 503 пасових ярдів, а Хуліо Джонс зловив 12 пасів та здобув 300 ярдів. Перемігши Сан-Франциско Фортинайнерс 41-13 у 15 турі, Фалконс покращили результат до 9-5 та вперше з 2012 року провела успішний сезон. Тиждень потому команда перемогла Пантер у Шарлотт (Північна Кароліна) та гарантували перше чемпіонство у південному дивізіоні з 2012. Перемога над Ню-Орлінс Сейнтс у останній грі регулярного сезону на Джорджія Доум зафіксувала рекорд 11-5 та пропуск першого раунду постсезону.
У дивізіонному раунді плейофф Атланта перемогла Сігокс 36-20 на Джорджия Доум та вийшла на останню чемпіонську гру конференції проти Грін-Бей Пекерс 22 січня 2017. Фалконс перемогли Пекерс 44-21 та кваліфікувалися від Національної футбольної конференції до Супербоулу LI У вирішальному матчі Фалконс вели 28-3 у третій чверті проти Нью Інгленд Петріотс. Суперники забили 31 очко без відповіді, у тому числі 6 у першому в історії призу овертаймі. Камбек 25 очок став найбільшим у Супербоулах.
За регулярний сезон 2016 року Фалконс здобули 540 очок – сьомий результат у історії НФЛ, зрівнявшись з Ремз зразка 2000 року Щоправда, захист пропустив 406 очок – 27-й результат у лізі.
Тоді ж Фалконс переїхали до нового дому Мерседес-Венц Стедіум Першою грою на новій арені став передсезонний матч проти Аризона Кардиналс. Регулярний сезон почався для стадіону перемогою Фалконс у рематчі фіналу конференції 2016-2017 проти Пекерс 34-23. Their first loss of the season was a 23–17 home defeat to the Buffalo Bills in week 4.
Згодом господарі зазнали першої поразки вдома 23-17 від Баффало Біллс у четвертому турі. Команда дійшла до плей-офф з показником 10-6 з третього місця у дивізіоні НФК Південь). У матчі вайлд-кард Фалконс перемогли 26-13 Лос-Анджелес Ремз, але їхній сезон закінчився наступного тижня поразкою від майбутнього чемпіона Супербоула Філадельфія Іглс у плей-офф дивізіонів. У 2018 та 2019 роках команда знизила результативність до 7-9 та пропускала ігри плей-офф.
У першій грі в новій уніформі Фалконс програли вдома Сіетл Сігокс 38-25. Згодом Фалконс страждали від камбеків суперників, програвши Ковбойс на виїзді (39-40) та після повернення до Атланти проти Беарс (26-30). 11 жовтня після, домашньої поразки проти Кароліни 23-16 та рекорду 0-5, Фалконс оголосили про звільнення Квінна та Дімітрова. Захисний координатор Рагім Морріс очолив команду до кінця сезону та закінчив його рекордом 4-12. По закінченні сезону Морріс не продовжив співпрацю з Фалконс, він влаштувався координатором захисту Ремз.

#### Артур Сміт (2021-2024)
15 січня 2021 року Фалконс оголосили новим головним тренером колишнього координатора атаки Теннессі Тайтанс Артура Сміта. За чотири дні управлінець Нью-Орлінс Сейнтс Террі Фонтенот став генеральним менеджером команди. Четвертим піком Фалконс обрали тайт енда Кайла Піттса. Багаторічна зірка команди Хуліо Джонс попросив публічно свого продажу та змінив команду на Тайтанс. Фалконс покращили результат порівняно з попереднім сезоном та завершили сезон з рекордом 7-10.
Фалконс підійшли до сезону 2023 з високим рівнем очікування після вибору на драфті раннінбека Біджана Робінсона з Техасу та значних покращеннях у вільному агентстві, зокрема підписання Джессі Бейтса та Кале Кемпбелла для посилення захисту. Однак, команда втретє поспіль завершила регулярку з показником 7-10, хоча і вели боротьбу за місце у плей-офф до останньої поразки 48-17 від Нью-Орлінс Сейнтс 7 січня 2024. Наступного дня Сміта звільнили після трьох років керівництва.

#### Рагім Морріс (224-т.ч.)
25 січня 2024 Фалконс оголосили про повернення Рагіма Морріса. Він став 19-м тренером в історії команди. На початку каденції його критикували за сумнівний вибір гравців.
Команда потужно розпочала сезон 2024, ведучи 6-3 після 9 турі. Однак далі команда зазнала чотири поспіль поразки у листопаді та першій половині грудня. Дві перемоги подарували надію вболівальникам. Однак дві наступні поразки у тому числі у останній грі сезону проти Кароліни Пантерс 48-13, поховали їх. Головною зіркою матчу став Біджан Робінсон, який, незважаючи на поразку команди, оновив індивідуальний рекорд до 170 виносних ярдів. Сезон завершився показником 8-9.